# Руйла (озеро)
Руйла (Руйл'ярв, Керну Мадаярв, ест. Ruila järv) — озеро на півночі Естонії у волості Керну повіту Гар'юмаа.

## Географія
Озеро знаходиться в селі Минусте волості Керну. Озеро знаходиться в стороні від головної дороги, приблизно в 2 км на південь від села Руйла. З озера витікає струмок, що впадає в річку Вазалемма.

## Опис
Площа озера 0,356 км. Довжина — 900 м. Ширина — 360 м. Довжина берегової лінії 6801 м. Максимальна глибина озера 2 м. Середня глибина 1 м. Площа островів, розташованих в озері становить 0,018 км. Площа водозбору 3,4 км. Водообмін в озері відбувається 8 разів за рік.

## Флора і фауна
Озерна флора відрізняються бідністю: в його водах виростає лише 11 видів макрофітів.
В озері водяться такі риби, як окунь, щука, карась, плотва, лин.